# أيت إيعزة
أيت إيعزة هي مدينة في إقليم تارودانت بجهة سوس ماسة جنوب المغرب. وهي تضم 259 14 نسمة، حسب الإحصاء العام للسكان والسكنى لسنة 2014. وهي تقع على الطريق الوطنية رقم 10.
تمتد مساحتها على 1267 هكتار، ويحدها جنوباً الجماعة القروية افريجة، وتحدها الجماعة القروية سيدي دحمان من ثلاث جهات، الشرق، والغرب، والشمال. وتبعد أيت إيعزة عن تارودانت بـ7 كلم.

## أحياء المدينة
- حي الموظفين
- حي البام
- حي السلام
- الحي الصناعي
- أيت إيعزة القديمة
- دوار الغفلة
- حي تكركورت
- حي الدشر
- حي أكادير الجديد
- حي المحارزة

## السكان
حسب الإحصاء العام للسكان والسكنى لسنة 2014، فمدينة أيت إيعزة تضم 259 14 نسمة. وغالبية السكان هم من فئة الشباب.
| توزيع السكان حسب العمر | النسبة المئوية |
| ---------------------- | -------------- |
| أقل من 6 سنوات         | 12.6%          |
| من 6 إلى 14 سنة        | 17.8%          |
| من 15 إلى 59 سنة       | 62.6%          |
| أكثر من 60 سنة         | 7%             |

## الخدمات

### الأمن
نظر لمساحتها الصغيرة، لا تتوفر مدينة أيت إيعزة على مركز للشرطة، ولكنها تتوفر على مركز للدرك الملكي.

### النظافة
تقوم الجماعة الحضرية لأيت إيعزة بجمع النفايات الصلبة بواسطة آلياتها الخاصة، لكن المشكل يبقى أن المدينة تتوفر على مطرح للنفايات يقع بجانب الأحياء السكنية مما يشكل إزعاجاً للساكنة. وقد بادرت الجماعة إلى إعداد دراسة لمطرح بديل، يبعد عن المدينة ب 7 كلم إلى أن مشروع المطرح المشترك بين الجماعات هو الذي أوقف مسعى الجماعة.

### الماء الصالح للشرب
تتوفر أيت إيعزة على شبكة للماء الصالح للشرب بطول 38 كلم وتغطي مختلف أحياء المدينة.

## النقل والطرق
توجد معظم المحلات التجارية والإدارات العمومية على الشارع الرئيسي للمدينة، والذي تم تأهيله لكونه يقع على الطريق الوطنية رقم 10 ويعرف حركة كبيرة، أما أحياء المدينة فقد تم تأهيلها مؤخراً وتعبيد الطرق المؤدية إليها.
يمكن الوصول للمدينة بشكل سهل نظراً لقربها من مدينة تارودانت، ولموقعها الجغرافي على الطريق الوطنية رقم 10، حيث تمر بها العديد من سيارات الأجرة الكبيرة وحافلات شركة الكرامة التي تنطلق من تارودانت نحو الجماعات القروية والمدن الآخرى.

## الاقتصاد
بلغت مداخيل جماعة أيت إيعزة خلال سنة 2012 أزيد من 48 مليون درهم، فيما إنتقل الفائض المحقق من 10 إلى 26 مليون درهم خلال الفترة 2009-2012.
ويعتمد اقتصاد المدينة بشكل كبير على النشاط الفلاحي، حيث يتواجد في أيت إيعزة مصنع التعاونية الفلاحية كوباك والمشهورة بعلامتها التجارية «جودة» والمتخصصة في إنتاج الحليب ومشتقاته، ويقوم هذا المصنع بدور جد مهم في توفير مناصب الشغل لعدد كبير من سكان أيت إيعزة وتارودانت. كما يُساهم قطاع التجارة أيضاً بتشغيل اليد العاملة، وتوفير موارد مالية إضافية لجماعة أيت إيعزة، خصوصاً السوق البلدي والسوق الأسبوعي.
أما قطاع الخدمات بالمدينة فيتكون من القطاع البنكي والإدارات العمومية. ويوجد في مدينة أيت إيعزة 3 وكالات بنكية: وكالة بنكية للتجاري وفا بنك، وكالة بنكية لبنك أفريقيا، ووكالة بنكية للقرض الفلاحي.

تتوفر أيت إيعزة على 5 محطات للوقود (3 محطات افريقيا، ومحطة طوطال، ومحطة بتروم).

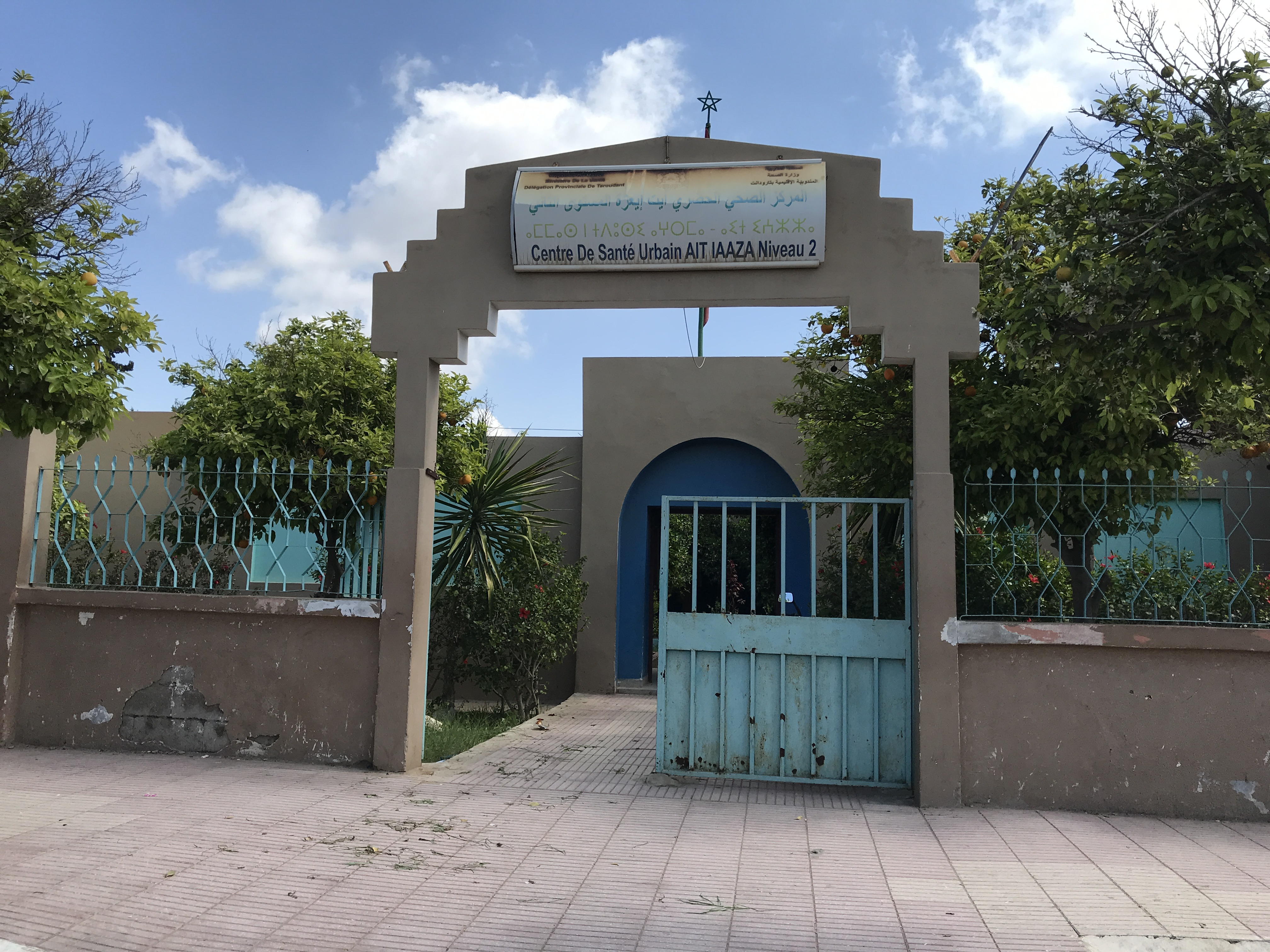
المركز الصحي الحضري أيت إيعزة

## الصحة
تتوفر مدينة أيت إيعزة على مركز صحي حضري من المستوى الثاني، وعلى دار للولادة، و6 صيدليات.

## التعليم
قائمة المؤسسات التعليمية في أيت إيعزة:

### التعليم الإبتدائي
- مدرسة العهد الجديد
- مدرسة أولاد يحيى
- مؤسسة منار العرفان
- مؤسسة الزاوية

### التعليم الإعدادي والثانوي
- إعدادية السعديين
- إعدادية الخوارزمي
- ثانوية أيت إيعزة

### مشاريع التعليم المستقبلية
ومن المشاريع المستقبلية التي سيتم إنجازها بالمدينة لتخفيف الضغط الحاصل بالمؤسسات التعليمية:
- المدرسة الإبتدائية الجديدة بحي أيت إيعزة القديمة

## الرياضة

### التجهيزات الرياضية
- المركب الرياضي لأيت إيعزة ويضم الملعب الكبير لكرة القدم، وملعبين للتنس، وملعب لكرة السلة، وملعب لكرة القدم المصغرة
- ملعب كرة القدم بحي أكادير الجديد
- المسبح البلدي

### أندية كرة القدم
- فريق شباب أيت إيعزة
- فريق رجاء أيت إيعزة (فريق نسوي)

## وصلات خارجية
- الصفحة الرسمية لإبراهيم باعلي رئيس جماعة أيت إيعزة